# Claudia Black
Claudia Lee Black (født 11. oktober 1972) er en australsk skuespiller og dubber kendt bl.a. for sin rolle som Vala Mal Doran i science fictionserien Stargate SG-1.

## Udvalgt filmografi
- Pitch Black - Sharon 'Shazza' Montgomery (2000)
- Queen of the Damned - Pandora (2002)
- Stargate: Continuum - Vala Mal Doran/Qetesh (2008)
- Stargate: The Ark of Truth - Vala Mal Doran (2008)

### Tv-serier
- Stargate SG-1 - Vala Mal Doran (1997–2007)
- Farscape - Aeryn Sun (1999-2003)
- NCIS - Velvet Road (sæson 7, afsnit 22; 2010)

## Udvalgte spil
- Dragon Age: Origins - Morrigan, stemme (2009)
- Gears of War 3 - Samantha 'Sam' Byrne, stemme (2011)
- Mass Effect 3 - Matriarch Aethyta og Adm. Daro'Xen vas Moreh, stemme (2012)
- Diablo III - Cydaea, stemme (2012)
- Dragon Age: Inquisition - Morrigan, stemme (2014)